# Norbert Meier
Norbert Meier (Reinbek, 20 de setembro de 1958) é um treinador e ex-futebolista profissional alemão que atuava como meia.

## Carreira
Norbert Meier se profissionalizou no Werder Bremen.

## Seleção
Norbert Meier integrou a Seleção Alemã-Ocidental de Futebol na Eurocopa de 1984, na França.

## Títulos

### Clubes
Werder Bremen
- Bundesliga: 1987–88
- Bundesliga vice: 1982–83, 1984–85, 1985–86
- DFB-Pokal finalista: 1988–89, 1989–90

Borussia Mönchengladbach
- DFB-Pokal finalista: 1991–92